# Luka Capan
Luka Capan (Zagabria, 6 aprile 1995) è un calciatore croato, difensore del TSC Bačka Topola.

## Carriera

### Club
Il 1º luglio 2015 viene acquistato a titolo definitivo dal Lokomotiva Zagabria. Nell'estate 2022 da svincolato, firma un contratto annuale con gli ungheresi dell'Honvéd. Dopo una sola stagione va in Grecia al Kīfisias.

### Nazionale
Ha giocato nelle nazionali giovanili croate Under-17, Under-19 ed Under-21.

## Palmarès

### Club

#### Competizioni nazionali
- Campionato croato: 2

Dinamo Zagabria: 2013-2014, 2014-2015
- Coppa di Croazia: 3

Dinamo Zagabria: 2014-2015
Rijeka: 2018-2019, 2019-2020
- Supercoppa di Croazia: 1

Dinamo Zagabria: 2013